# 堀池宏
堀池 宏（ほりいけ ひろし、誕生名:彭宏陵）は中国生まれの企業家、慈善家、画家。別名:玄陵、Genlin（読み：ゲンリン）、犬貓和平理想家であり、世界愛犬連盟（World Dog Alliance)の創設者である。また、デヴィ・スカルノと共に12平和党（わんにゃんへいわとう）共同代表に就任していたが、2025年4月20日に解散したことを同年4月25日にデヴィ・スカルノが公式サイトで発表した。

## 生い立ち
上海大学国際経営学院を卒業後、日本へ移住し日商岩井（双日）に勤めた。その後香港を拠点とするLarge Horse International (Group) Company Limited、格力空調国際有限公司を設立した。
公共福祉と慈善活動に尽力しており、学校、図書館、体育館の寄贈をはじめ、多くの奨学金制度を設立した。「自己資産の9割は公共の福祉と慈善活動に費やし、残りの1割を自身の家族のために」と公表している。
1995年、父親の名前にちなんで彭心潮基金を設立し、小学校、中学校、図書館の建設に寄与した。また、玄陵基金も設立し慈善活動に寄与している。2007年以降には、上海大学スポーツ奨学金制度、上海大学玄陵芸術奨学金制度、上海大学外国語学院玄陵教育奨学金制度を設置し、インドアのテニスコートを建設し寄贈している。また、上海大学歴史的建造物の大規模な修復にも資金を提供している。
上海大学を優秀な成績で卒業し、上海大学の名誉理事、上海大学芸術学院客員教授も務めている。
の初期の絵画は抽象画が中心だったが、近年は犬をテーマにした油絵を多く描いており、世界愛犬日に展覧会を開催し「声なき者の声」を広く知らせる活動をしている。

## 動物愛護活動
2013年に父親の生まれ故郷である貴州の郷土料理が犬肉である事に衝撃を受け、犬を食用禁止にするための活動を開始し、アジアにおける明確な法律による犬の食用禁止を推し進めるために、2014年12月12日に世界愛犬連盟（英 World Dog Alliance、略 WDA）を創設。
中国、韓国、ベトナム、タイを自ら周り犬肉産業の現状をカメラに収め脚本を書き、監督としてドキュメンタリー映画『Eating Happiness』を制作した。歴史的事実を収めたこのドキュメンタリーは、世界各国で犬猫の食用を法律で禁止するために重要な役割を果たした。
2017年4月11日　台湾が犬の食用を法律禁止。台湾はアジアの犬猫愛護をリードしており、憲法への犬猫愛護の盛り込みも立法委員により認められた。
2018年12月12日　米国が犬猫の食用を法律禁止。多くの欧米諸国では犬はソウルメイトであり、食べ物として考えられていないため食用を禁止する法律が無い中、アジア諸国における犬食の習慣を根絶するために米国は率先して法制化し世界の模範となる必要があると考えた。
2020年2月28日　中国政府首脳へ「人民のために野生動物の食用をやめ、国の文明のために犬猫の食用を禁止に」することを求めた堀池からの書簡に、中国政府から前向きな回答を得た。
2020年3月31日　中国深圳市、珠海市が犬の食用を法律禁止。両市は中国で最も先進的で影響力のある都市と言われ、今後の中国全土における法制化のモデルとなる。
2020年5月27日　中国農業農村省が犬を伴侶動物と特化し、「家畜家禽遺伝資源目録」から犬を除外。
2021年12月10日　ベトナム、ホイアン市が犬の食用を法律禁止。観光地として知られるホイアン市は、犬肉レストランの存在が街の評判を大きく左右するために禁止した。
2023年3月21日　インドネシア、ジャカルタが犬の食用を法律禁止。インドネシアではすでに21の州と地域で犬食が禁止されており、2025年までに全国的に法律で禁止される見込み。
2024年1月9日　韓国が犬の食用を法律禁止。韓国は古くから犬を食す習慣があり、犬肉産業が形成され、犬肉大国と呼ばれてきた。韓国の犬食禁止の法制化は人類の歴史と文明において画期的な出来事。
2024年3月23日　世界愛犬連盟が提唱する「犬猫食用禁止国際条約」を盛り込んだ2024年米国歳出法案が可決。この歳出法案には法的拘束力がある。
2018年に米国が犬猫の食用を禁止した後、ジェフ・デナム下院議員（当時）と国際条約について合意。5年の歳月を経て、米国主導のもと世界各国が呼応する国際的な潮流がはじまった。

## 授賞
2019年10月、イタリアの代議院（日本の衆議院にあたる）ミケーラ・ビットリア・ブランビラ議員より『国際愛犬賞』を受賞。動物福祉議員連盟により授賞式が執り行われた。

## エピソード
2007年　アメリカのカリフォルニア州ロサンゼルス郡マリブに邸宅を購入したものの、後にその総面積が売り主側の申告よりも1/3も狭い事が発覚。2010年に売り主側のブローカーと不動産会社を告訴した。2016年11月25日の中国僑網の記事では、6年にも及ぶ長い闘いの末、2016年11月23日に堀池宏が勝訴したことが報じられている。